# Cromossoma Y (humano)
O cromossomo Y é um dos cromossomos responsáveis pela determinação do sexo. As células sexuais humanas (o óvulo e o espermatozoide) possuem tipicamente 23 cromossomos cada uma. Em cada conjunto dos 23 pares de cromossomos, os seres humanos possuem um par de cromossomos responsáveis pelo sexo. Pessoas atribuídas como do sexo masculino ao nascer tipicamente possuem um cromossomo X e um cromossomo Y, enquanto as pessoas atribuídas como do sexo feminino ao nascer tipicamente possuem dois cromossomos X. Um espermatozoide pode ser de dois tipos, contendo: 22 autossomos e o cromossomo X, ou 22 autossomos e o cromossomo Y. Assim, o sexo da criança será determinado pelo tipo de espermatozoide que fecundar o óvulo.
O cromossomo Y é o menor dos cromossomos humanos e é passado através do espermatozóide, podendo sofrer pequenas alterações devido à permutações que ocorram com o cromossomo X na região pseudoautossômica durante a meiose I.
A carência do cromossomo sexual Y e presença de apenas um cromossomo sexual X, provoca a síndrome de Turner, na qual o indivíduo só poderá ser atribuído como do sexo feminino ao nascer, suas consequências são: estatura pequena, ovários não-funcionais, anomalias renais, pescoço curto e largo também chamado de "pescoço alado".